# Biopsia
Una biopsia es un procedimiento médico realizado con frecuencia por especialistas tales como cirujanos, radiólogos intervencionistas o cardiólogos intervencionistas. Dicho proceso se encarga de la recolección de muestras celulares o de tejidos para su posterior análisis, con el fin de determinar la presencia o extensión de una patología. Una vez extraída la muestra, se procede a un protocolo de preparación y estudio meticuloso que incluye fijación, deshidratación, incrustación, sección, tinción y montaje del tejido. Posteriormente, un patólogo se encarga de su examen bajo microscopio. Adicionalmente, es posible realizar un análisis químico de la muestra. Existen diversas técnicas de biopsia, cada una adecuada a distintos contextos y necesidades. Cuando se extirpa completamente una formación sospechosa, se realiza lo que se conoce como biopsia por escisión. Por otro lado, la biopsia por incisión o biopsia central consiste en la obtención de una muestra parcial del tejido anómalo, sin tener como objetivo la remoción total de la lesión o tumor. Alternativamente, la biopsia por aspiración con aguja se efectúa cuando se precisa la recolección de una muestra de tejido o fluido mediante una aguja, de tal forma que las células son removidas sin preservar la arquitectura histológica del tejido celular. Este procedimiento es común cuando la finalidad es el diagnóstico de afecciones potencialmente cancerígenas o inflamatorias.

## Etimología
La palabra biopsia está compuesta y procede del griego bio-, "vida", y -opsíā, "observar".

## Tipos de biopsia
La biopsia entrega la máxima certeza al diagnóstico, ya que se puede observar fácilmente el tipo de lesión celular, o daño en el tejido. Es un método de estudio directo. Hay distintas modalidades dependiendo de las necesidades clínicas.

### Según la estructura anatómica

#### Biopsia de tejido
Como la bronquial o transbronquial en el curso de una fibrobroncoscopia.

#### Biopsia ganglionar
- Biopsia percutánea de ganglios palpables se debe realizar una exploración física detallada y si existen adenopatías se suelen biopsiar.
- Biopsia de Daniels o biopsia de ganglios escalenos: consiste en extirpar la grasa preescalénica y estudiarla histopatológicamente. Si el estudio es positivo, es un criterio de inoperabilidad. La escasa correlación entre una biopsia negativa y la posibilidad de resección de un carcinoma de pulmón ha hecho que esta técnica haya sido prácticamente abandonada. Se tiene la impresión de que es poco útil por el pequeño número de positividades que proporciona, pero esto se debe, en gran parte, al error de efectuar la extirpación de la grasa preescalénica, cuando realmente lo que se debe examinar son los ganglios supraclaviculares de la confluencia yúgulosubclavia, que son los que drenan linfa pulmonar, y que se reconocen por su contenido antracótico.

#### Biopsia de masa de partes blandas
Se biopsian las lesiones sospechosas accesibles si aún no se ha establecido el tratamiento o si la determinación del estadio se basa en el hecho de que una determinada lesión sea o no cáncer.

#### Biopsia ósea
Se determina por la radiología del hueso afecto o por gammagrafía ósea.

#### Biopsia de médula ósea
Es la biopsia que practican los hematólogos (también patólogos e internistas) procedente de la cresta ilíaca posterosuperior de la pelvis, del hueso sacro o del esternón para obtener médula ósea y diagnosticar el origen de determinados trastornos sanguíneos principalmente. Se debe insensibilizar la piel y el perióstio con anestésico local. A continuación, se introduce en el espacio medular una aguja rígida de mayor calibre, se fija una jeringa a la aguja y se aspira. Las células de la médula ósea son absorbidas al interior de la jeringa. En el contenido de la jeringa, aparece sangre con fragmentos pequeños de grasa flotando en su entorno. Después de la aspiración se realiza una biopsia para extraer tejido óseo con una aguja hueca.
Se suele hacer una punción de cresta ilíaca sobre todo en el cáncer de pulmón que suele metastatizar en médula ósea frecuentemente.

#### Biopsia pleural
Si es tumor periférico y existe derrame pleural. Se puede hacer con diferentes tipos de aguja, siendo la más empleada la de Vim-Silverman. Se requiere anestesia local y la existencia de una cámara líquida a aérea dentro de la cavidad pleural, que permita introducir la aguja de biopsia libremente y sin riesgo de lesionar el parénquima pulmonar. Si bien esto no es ningún inconveniente para la técnica, ya que su indicación principal es en aquellos procesos torácicos que cursan con la aparición de derrame pleural, cuyo origen no ha podido ser filiado por otros procedimientos. El único inconveniente que se puede poner a esta técnica viene dado por la imposibilidad de seleccionar el territorio pleural que se quiere biopsiar. Es decir, se trata de un procedimiento ciego, lo que repercute sobre la variabilidad de la rentabilidad. No obstante, dado su escasa o nula morbilidad, permite la repetición sucesiva de la técnica sin graves inconvenientes. No será un procedimiento ciego, cuando se visualicen masas pleurales en la TAC.

#### Biopsia pulmonar percutánea o transparietal o transpleural
Se realiza generalmente con control radiológico. Existen diversos métodos como la biopsia aspirativa, la biopsia con aguja cortante y el taladro ultrarrápido de aire comprimido. La principal indicación es en aquellos tumores periféricos de difícil o imposible acceso por otros procedimientos. Con el perfeccionamiento de la biopsia transbronquial, con control radiológico y la PAAF, los casos en los que es preciso realizar esta técnica son muy escasos. En más del 80 % de los tumores se obtienen muestras suficientes para establecer el diagnóstico del tumor. Los inconvenientes son el neumotórax que ocurre en el 15 al 55 %, a veces muy graves o la diseminación pleural de células tumorales. Las contraindicaciones son enfisema bulloso, sospecha de quiste hidatídico, sospecha de aneurisma o fístula arteriovenosa, neumonectomía contralateral, diátesis hemorrágica y cor pulmonar grave.

#### Biopsia extemporánea o peroperatoria
Se realiza un diagnóstico "in situ" con el paciente aún en quirófano, para decidir una conducta oncológica, el cual puede ser: benigno, maligno o diferido.

### Según la técnica empleada

#### Biopsia escisional
También se llama exéresis.
Una biopsia escisional es la extirpación completa de un órgano o un tumor, generalmente sin márgenes, que se realiza normalmente en quirófano bajo anestesia general o local y con cirugía mayor o menor respectivamente. La biopsia escisional se realiza, por ejemplo en:
1. La extirpación de una adenopatía aislada.
2. En los tumores de mama pequeños: Si es un tumor benigno, la misma biopsia es terapéutica, pero si es maligno hay que volver a intervenir, ampliar márgenes y realizar una linfadenectomía o vaciamiento axilar homolateral.
3. En las lesiones cutáneas sospechosas, sobre todo melánicas: Si son benignas, no se realiza más tratamiento quirúrgico y si es maligna como un melanoma, hay que ampliar márgenes y realizar la prueba del ganglio centinela.
4. El bazo, no se puede biopsiar, en caso de linfoma, tomando una muestra por el riesgo de hemorragia, por lo que se extirpa completamente (esplenectomía).
5. Biopsia intraoperatoria: Es la que se obtiene durante una laparotomía exploradora por ejemplo en un cáncer de ovario.
6. Biopsia Cervical Perpendicular: La cual se realiza en la zona cérvica a 45 grados procediendo a extraer solo 1 cm de ligamento cérvico. El estudio arrojará si la muestra es dañina o sana.

Cada vez se realiza con menos frecuencia, debido a otras biopsias de menor grado de peligro.

#### Biopsia incisional
Es la biopsia en la que se corta o se extirpa quirúrgicamente sólo un trozo de tejido, masa o tumor. Este tipo de biopsia se utiliza más a menudo en los tumores de tejidos blandos como el cerebro, hígado, pulmón, riñón, para distinguir patología benigna de la maligna, porque estos órganos no se pueden extirpar, o porque la lesión es muy grande o difusa

#### Biopsia estereotáxica
Son un conjunto de biopsias obtenidas y guiadas por pruebas de imagen que indican las coordenadas del espacio donde se encuentra la lesión, como por ejemplo lesiones de mama no palpables que se marcan con arpón en una mamografía, o con ABBI (Advanced Breast Biopsy Instrumentation). Las biopsias cerebrales suelen ser biopsias estereotáxicas.

#### Biopsia endoscópica
Es la biopsia obtenida por medio de un endoscopio que se inserta por un orificio natural o por una pequeña incisión quirúrgica. El endoscopio contiene un sistema de luz y de visualización para observar las lesiones de órganos huecos o cavidades corporales junto con pinzas que discurren a lo largo del tubo del endoscopio y que pueden extirpar pequeños fragmentos de la superficie interna del órgano o cavidad.
- La biopsia obtenida en una colonoscopia suele ser el método diagnóstico más frecuente en el cáncer colorrectal.
- La biopsia de una esofagoscopia o gastroscopia puede diagnosticar un cáncer de esófago o de estómago.

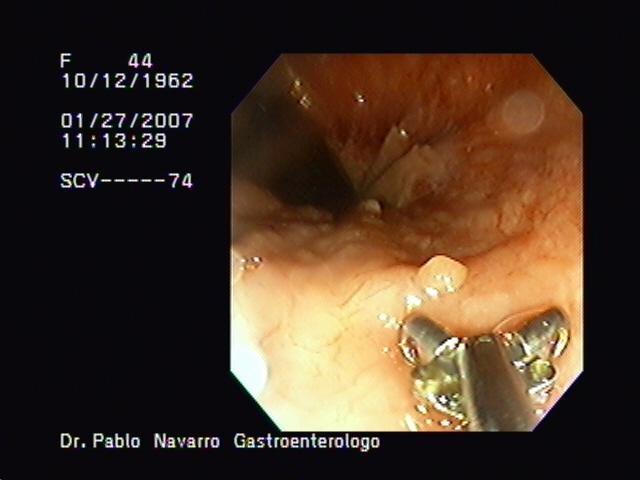
Biopsia endoscópica de pólipo en colon

#### Biopsia colposcópica
Es la biopsia en la que se obtiene tejido de la vagina o del cuello del útero y que realizan los ginecólogos ante una prueba de Papanicolaou positiva, para descartar un cáncer de cérvix o de vagina, mediante un colposcopio.

#### Punción-aspiración con aguja fina (PAAF)
Es la biopsia obtenida mediante la punción con una aguja de escaso calibre conectada a una jeringa y la realización de una aspiración enérgica. Se obtiene generalmente células aisladas que se extienden sobre una laminilla. Más que una biopsia es una citología. La PAAF suele utilizarse para obtener muestras de órganos profundos como el páncreas y el pulmón, guiadas por TAC o ecografía. El inconveniente de la citología es que no es un diagnóstico de certeza.

#### Biopsia por perforación[2]
También se llama punch. Es la biopsia de piel, que se realiza con una cuchilla cilíndrica hueca que obtiene un cilindro de 2 a 4 milímetros, bajo anestesia local y un punto de sutura. Su finalidad es diagnóstica.

#### Biopsia por punción con aguja gruesa
También se llama core biopsia o tru-cut que se realiza mediante la obtención de biopsia con pistolas automáticas, que reduce las molestias en el paciente. Una vez que se coloca la aguja en posición de predisparo, guiada por palpación o prueba de imagen, se presiona el disparador y la parte interior de la aguja, que es la que succiona el tejido, se proyecta atravesando la lesión y saliendo de ella con la muestra muy rápidamente. Precisa de anestesia local.
La biopsia por punción con aguja hueca guiada por ecografía transrectal es el método más importante para diagnosticar un cáncer de próstata.

## Uso médico

### Cáncer

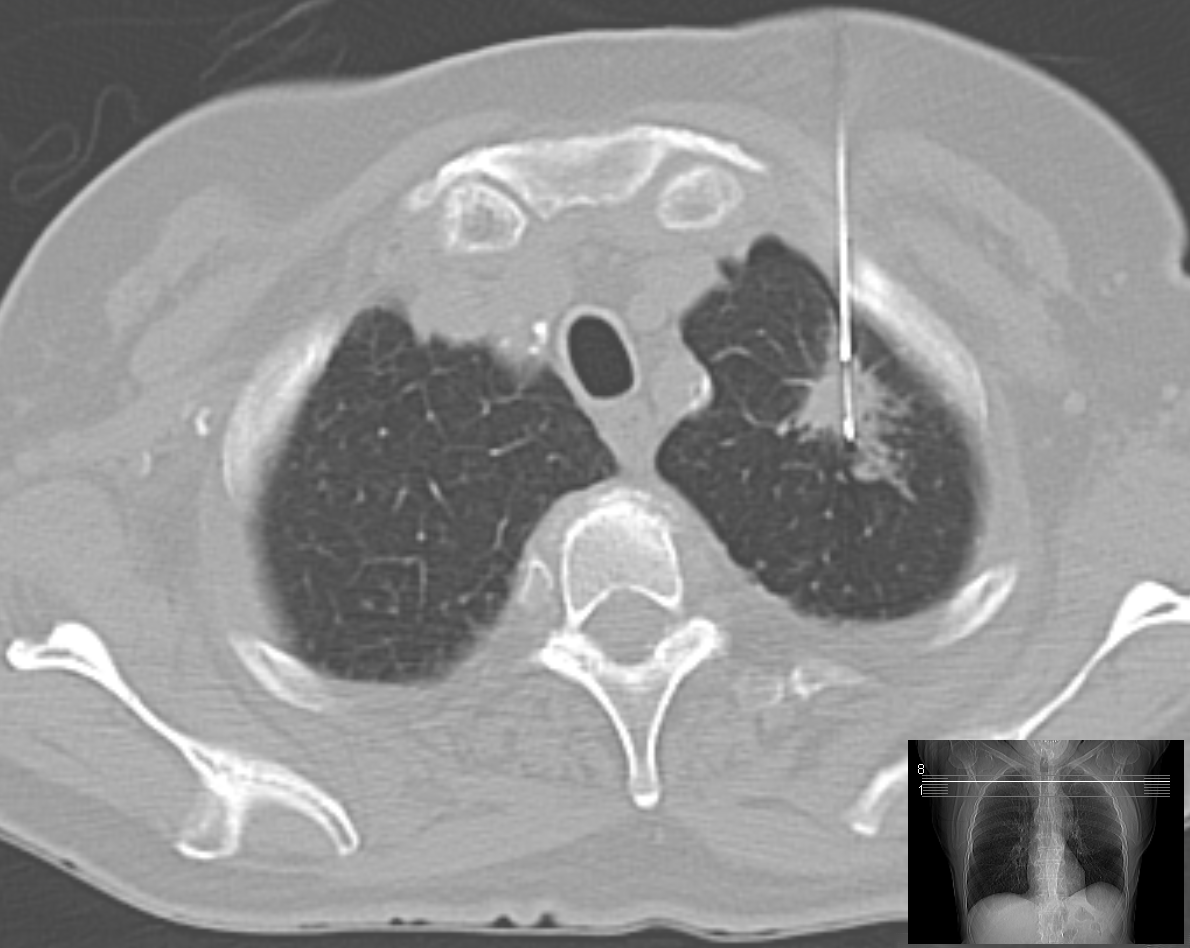
Biopsia pulmonar en un caso de sospecha de cáncer de pulmón bajo control de tomografía computarizada.

Cuando se sospecha un cáncer, pueden aplicarse diversas técnicas de biopsia. Una biopsia por escisión es un intento de extirpar una lesión completa. Cuando se evalúa la muestra, además del diagnóstico, la cantidad de tejido no afectado alrededor de la lesión, se examina el margen quirúrgico de la muestra para ver si la enfermedad se ha extendido más allá de la zona biopsiada. "Márgenes claros" o "márgenes negativos" significa que no se encontró enfermedad en los bordes de la muestra de biopsia. "Márgenes positivos" significa que se encontró enfermedad, y puede ser necesaria una escisión más amplia, dependiendo del diagnóstico.
Cuando la extirpación intacta no está indicada por diversas razones, puede tomarse una cuña de tejido en una biopsia incisional. En algunos casos, se puede recoger una muestra mediante dispositivos que la "muerden". Una variedad de tamaños de agujas pueden recoger tejido en el lumen (biopsia central). Las agujas de menor diámetro recogen células y grupos de células, tal es el caso de la biopsia por aspiración con aguja fina.
El examen Patológico de una biopsia puede determinar si una lesión es benigno o maligno, y puede ayudar a diferenciar entre distintos tipos de cáncer. A diferencia de la biopsia, que se limita a tomar una muestra de la lesión, el patólogo puede obtener una muestra de escisión más grande, denominada resección, normalmente de un cirujano que intenta erradicar una lesión conocida de un paciente. Por ejemplo, un patólogo examinaría una muestra de mastectomía, incluso si una biopsia de mama sin escisión previa ya hubiera establecido el diagnóstico de cáncer de mama. El examen de la muestra completa de la mastectomía confirmaría la naturaleza exacta del cáncer (subclasificación del tumor y "gradación" histológica) y revelaría la extensión de su propagación (estadificación patológica).

### Biopsia líquida
Existen dos tipos de biopsia líquida (que en realidad no es una biopsia, ya que son análisis de sangre que no requieren una biopsia de tejido): los ensayos de células tumorales circulantes o los ensayos de ADN tumoral circulante libre de células.  Estos métodos proporcionan una alternativa no invasiva a la repetición de biopsias invasivas para monitorizar el tratamiento del cáncer,   probar los fármacos disponibles contra las células tumorales circulantes, evaluar las mutaciones del cáncer y planificar tratamientos individualizados. Además, dado que el cáncer es una enfermedad genética heterogénea y que las biopsias por escisión solo proporcionan una instantánea en el tiempo de algunos de los cambios genéticos rápidos y dinámicos que se producen en los tumores, las biopsias líquidas ofrecen algunas ventajas sobre los análisis genómicos basados en biopsias de tejidos.  Además, las biopsias por escisión son invasivas, no pueden utilizarse repetidamente y son ineficaces para comprender la dinámica de la progresión tumoral y la metástasis.  Mediante la detección, cuantificación y caracterización de células tumorales circulantes vitales o alteraciones genómicas en CTC y ADN libre de células en sangre, la biopsia líquida puede proporcionar información en tiempo real sobre el estadio de progresión del tumor, la eficacia del tratamiento y el riesgo de metástasis del cáncer.  Este desarrollo tecnológico podría permitir diagnosticar y tratar el cáncer a partir de análisis de sangre repetidos en lugar de a partir de una biopsia tradicional. 
Los análisis de células tumorales circulantes ya están disponibles, aunque todavía no las cubre el seguro, en maintrac y están siendo desarrolladas por muchas empresas farmacéuticas. Estos análisis estudian células tumorales circulantes (CTC) El análisis de CTC individuales demostró un alto nivel de heterogeneidad observada a nivel de célula única  tanto para la expresión como para la localización de proteínas, y las CTC reflejaban tanto la biopsia primaria como los cambios observados en las localizaciones metastásicas.
El análisis del ADN tumoral circulante libre de células (cfADN) tiene una ventaja sobre los ensayos de células tumorales circulantes, ya que hay aproximadamente 100 veces más ADN libre de células que ADN en las células tumorales circulantes.Estos estudios analizan fragmentos de ADN de células tumorales que los tumores vierten continuamente en el torrente sanguíneo. Entre las empresas que ofrecen estudios de secuenciación de próxima generación de cfADN se encuentran Personal Genome Diagnostics y Guardant Health.Estos estudios se están generalizando cuando una biopsia de tejido no tiene suficiente material para realizar estudios de ADN o cuando no es seguro realizar un procedimiento de biopsia invasiva, según un informe reciente de los resultados de más de 15.000 pacientes con cáncer avanzado secuenciados con el estudio de Guardant Health.
Un estudio de 2014 sobre la sangre de 846 pacientes con 15 tipos diferentes de cáncer en 24 instituciones pudo detectar la presencia de ADN canceroso en el organismo. Encontraron ADN tumoral en la sangre de más del 80 por ciento de los pacientes con cánceres metastásicos y alrededor del 47 por ciento de aquellos con tumores localizados. El estudio no indica el lugar o lugares del tumor ni otra información sobre el mismo. El estudio no produjo falsos positivos.
Estos estudios también pueden ser útiles para evaluar si quedan células malignas en pacientes cuyos tumores han sido extirpados quirúrgicamente. Se espera que hasta un 30 por ciento recaiga porque quedan algunas células tumorales.  Los estudios iniciales identificaron alrededor de la mitad de los pacientes que posteriormente recayeron, de nuevo sin falsos positivos.
Otro uso potencial es rastrear las mutaciones específicas del ADN que provocan un tumor. Muchos de los nuevos medicamentos contra el cáncer bloquean procesos moleculares específicos. Este tipo de estudios podrían facilitar la orientación de la terapia hacia los tumores.

### Enfermedades precancerosas
En los lugares de fácil detección y acceso, se puede evaluar cualquier lesión sospechosa. Originalmente, se trataba de masas cutáneas o superficiales. La radiografía, más tarde la CT, la MRI, y la ecografía junto con la endoscopia ampliaron el espectro.[cita requerida]

### Padecimientos inflamatorios
A menudo se realiza una biopsia de la arterias temporales por sospecha de vasculitis.
En la enfermedad inflamatoria intestinal (enfermedad de Crohn y colitis ulcerosa), se toman biopsias frecuentes para evaluar la actividad de la enfermedad y valorar los cambios que preceden a la malignidad.
Las muestras de biopsia suelen tomarse de una parte de una lesión cuando la causa de una enfermedad es incierta o se duda de su extensión o carácter exacto. La vasculitis, por ejemplo, suele diagnosticarse mediante biopsia.
- Enfermedad renal: La biopsia y la microscopía de fluorescencia son claves en el diagnóstico de las alteraciones de la función renal. La inmunofluorescencia juega un papel vital en el diagnóstico de la glomerulonefritis crescéntica.
- Enfermedad infecciosa: El aumento de tamaño de los ganglios linfáticos puede deberse a diversas enfermedades infecciosas o autoinmunes.
- Enfermedad metabólica: Algunas enfermedades afectan a todo el organismo, pero se realizan biopsias selectivas en determinadas zonas porque son de fácil acceso. La amiloidosis es una enfermedad en la que las proteínas degradadas se acumulan en los tejidos corporales. Para hacer el diagnóstico, el gingival.
- Trasplante: Las biopsias de órganos trasplantados se realizan para determinar que no sufren rechazo o que la enfermedad que hizo necesario el trasplante no ha reaparecido.
- Fertilidad: La biopsia testicular se utiliza para evaluar la fertilidad de los hombres y averiguar la causa de una posible infertilidad, por ejemplo, cuando la calidad del esperma es baja, pero los niveles hormonales siguen estando dentro de los rangos normales.[22]